# 鍾樸生
鍾樸生（1901年—1977年），又名守道、毛山。湖北省漢川縣人。民國38年（1949年）在湖北省第三選區遞補當選第一屆立法委員。

## 生平[1][2]
- 武漢中學學生會主席[3]
- 美國賓尼法大學鐵道管理專業畢業
- 鐵道部二等科員[4]
- 曾任成都、金陵、光華、朝陽等大學教授，武漢敵產清理處處長
- 蘇浙皖區敵偽產業處理局浙江辦事處主任
- 民國38年，晏勛甫轉任官吏，遞補為湖北省第三選區立法委員[5]
- 1949年後，任上海鐵路總局局務處總監察[6]
- 中國國民黨革命委員會閘北區委員會主任委員[7]